# Yusuf Halil
Yusuf Halil (* 10. September 1991) ist ein türkischer Eishockeyspieler, der seit 2022 beim Istanbul Büyükşehir Belediyesi SK in der Türkischen Superliga unter Vertrag steht.

## Karriere
Yusuf Halil begann seine Karriere als Eishockeyspieler beim Kocaeli Büyükşehir Belediyesi Kağıt SK, für den er in der Saison 2008/09 sein Debüt in der Türkischen Superliga gab. Nachdem er 2012 mit seiner Mannschaft türkischer Vizemeister geworden war, verließ er den Klub und wechselte zum Ligarivalen İzmir Büyükşehir Belediyesi SK. Mit seinem neuen Team wurde er auf Anhieb erneut Vizemeister seines Landes und gewann 2014 seinen ersten türkischen Meistertitel. Von 2017 bis 2020 spielte er für den Zeytinburnu Belediye SK, mit dem er 2018 und 2019 erneut Meister wurde. Anschließend verbrachte er zwei Jahre beim Buz Beykoz SK, mit dem er 2021 seinen vierten Titel errang. Seit 2022 spielt er beim Istanbul Büyükşehir Belediyesi SK.

### International
Für die Türkei nahm Halil, der sowohl als Angriffsspieler als auch als Verteidiger eingesetzt wird, im Juniorenbereich in der Division III an den U18-Weltmeisterschaften 2007, 2008 und 2009 sowie den U20-Weltmeisterschaften 2008, 2010, als er der erfolgreichste Scorer unter den Verteidigern im Turnier war, und 2011, als er nach dem Serben Aleksa Luković und seinem Landsmann Serkan Gümüş drittbester Scorer und gemeinsam mit Luković nach dessen Landsmann Viktor Cengeri zweitbester Torvorbereiter war, teil.
Mit der Herren-Nationalmannschaft spielte er bei den Weltmeisterschaften der Division II 2010, 2013, 2014 und 2017 sowie bei den Weltmeisterschaften der Division III 2009, 2011, 2012, 2015, als er zum besten Spieler seiner Mannschaft gewählt wurde, 2016, 2019, als er die beste Bullybilanz des Turniers aufwies, und 2022. Zudem vertrat er seine Farben bei der Olympiaqualifikation für die Winterspiele in Peking 2022.

## Erfolge und Auszeichnungen
- 2009 Aufstieg in die Division II bei der Weltmeisterschaft der Division III
- 2010 Meiste Scorerpunkte eines Verteidigers bei der U-18-Weltmeisterschaft der Division III
- 2012 Aufstieg in die Division II, Gruppe B, bei der Weltmeisterschaft der Division III
- 2014 Türkischer Meister mit dem İzmir Büyükşehir Belediyesi SK
- 2016 Aufstieg in die Division II, Gruppe B, bei der Weltmeisterschaft der Division III
- 2018 Türkischer Meister mit dem Zeytinburnu Belediye SK
- 2019 Türkischer Meister mit dem Zeytinburnu Belediye SK
- 2021 Türkischer Meister mit dem Buz Beykoz SK
- 2022 Aufstieg in die Division II, Gruppe B, bei der Weltmeisterschaft der Division III, Gruppe A